# Wasserkraftwerk Brisay
Das Wasserkraftwerk Brisay (französisch Centrale Brisay) ist ein Speicherkraftwerk in der kanadischen Provinz Québec. Es befindet sich in der Region Jamésie am Caniapiscau-Stausee, genauer am Ausfluss des Rivière Caniapiscau.
Das Kraftwerk ist Teil des Baie-James-Wasserkraftprojekts und besitzt zwei Kaplan-Turbinen. Die installierte Leistung der Generatoren beträgt 469 MW, die Fallhöhe 37,5 Meter. Betreiber des Kraftwerks ist die Société d’énergie de la Baie James, eine Tochtergesellschaft des staatlichen Energieversorgungsunternehmens Hydro-Québec.
Der Stausee bestand bereits seit 1984 und diente zunächst als Speicher für weiter flussabwärts gelegene Anlagen. Die Bauarbeiten am Kraftwerk Brisay begannen im Jahr 1990, die Inbetriebnahme erfolgte 1993. Benannt ist es nach Jacques-René de Brisay, Generalgouverneur Neufrankreichs von 1685 bis 1689. Erschlossen wird das Kraftwerk durch die Fernstraße Route Transtaïga.